# Cnemolia marshalli
Cnemolia marshalli là một loài bọ cánh cứng trong họ Cerambycidae.